# Appellation d'origine contrôlée
Appellation d'origine contrôlée (AOC) é um rótulo que identifica um produto agrícola cujos estágios de produção e processamento são realizados em uma certa área geográfica bem definida — o terroir — e usando métodos tradicionais e reconhecidos. É utilizado em França e na Suíça, e equivalente à Denominação de Origem Controlada (DOC) utilizada em Portugal. 
A AOC leva em conta a localização geográfica da produção de certas culturas como vinhos, queijos, manteiga e outros produtos agrícolas. Esta denominação é atribuída sob a fiscalização da agência governamental denominada Institut National des Appellations d'Origine (INAO).
Os vinhos certificados como AOC são produzidos em terroirs delimitados, e satisfazem a normas de produção muito estritas, definidas por decreto. Determina a tradição que eles estabeleçam os rendimentos, um grau mínimo de alcoolização e as condições de envelhecimento. São mais de 400 vinhos de denominação de origem controlada na França. Entre os AOCs encontramos outras classificações como Supérieur, Premières Crus, Deuxièmes Crus, Crus Bourgeois e outros na região de Bordeaux ou os Crus e Grands crus de Bourgogne.